# Hoyvík

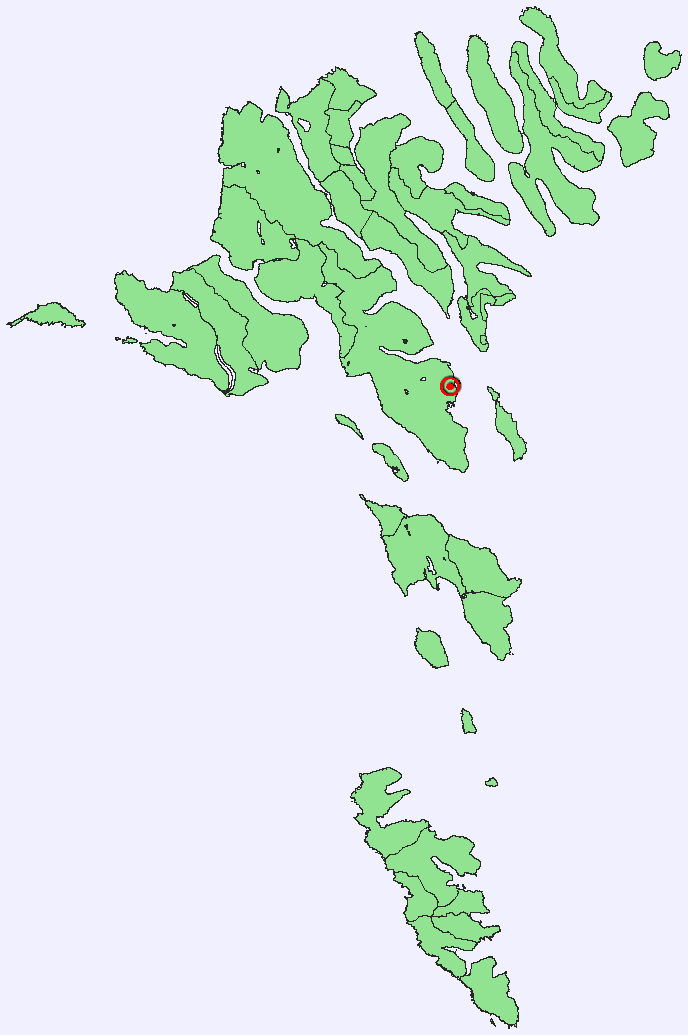
Localização de Hoyvík

Hoyvík ( PRONÚNCIA; em dinamarquês: Højvig) é um subúrbio do norte da cidade de Tórshavn, capital das Ilhas Feroé.

Tórshavn e Hoyvík estão localizados no sudeste da ilha de Streymoy.                     
Hoyvík foi fusionado com Tórshavn em 1978. Tem uma população de 4 680 pessoas (2025).  

O Museu Nacional das Ilhas Feroé (em feroês: Tjóðsavnið; em dinamarquês: Færøernes Nationalmuseum) está instalado em Hoyvík.